# Parijs-Geschut
Het Parijs-Geschut (Duits:Paris-Geschütz) was een Duits langeafstandkanon waarmee in de Eerste Wereldoorlog Parijs beschoten werd van maart tot augustus 1918 met 206 granaten van elk 106 kg vanaf 130 km afstand. 
Toen de Parijzenaars hoorden over granaatinslagen in hun stad, dachten ze dat een Duitse Zeppelin de stad vanaf grote hoogte bestookte, omdat er noch vliegtuigen, noch kanonnen werden gehoord. In werkelijkheid werd Parijs beschoten door de grootste stukken artillerie van de oorlog, met een groot kaliber van 211 mm en een zeer lange loop van 34 m. 
De loop bestond uit een 17 m lange buitenmantel met 38 cm binnendiameter, waarin een 30 m lange getrokken loop van kaliber 21 cm ingeschoven werd. Daar werd dan nog een gladde loop van 6 m lang opgezet. De loop werd met kabels ondersteund tegen doorzakken.
Een granaat vloog 3 minuten. Er waren drie explosieve ladingen van samen 196 kg: een achteraan en twee opzij. De ladingen van C/12 werden op 15°C bewaard.
De tijd tussen twee schoten bedroeg 20 minuten. Door de gastemperatuur van 2000°C en de gasdruk van 4800 bar vergrootte elk schot de diameter een beetje en daarvoor moest gecorrigeerd worden. Een loop ging 65 schoten mee en moest dan vervangen worden.
Om triangulatie op basis van geluid te vermijden, schoot het Parijs-geschut enkel gelijktijdig met ander zwaar geschut in de buurt. Het kanon werd in werking afgeschermd met rookgordijnen. Het kanon schoot niet als er vliegtuigen in de buurt vlogen.
Het Parijs-Geschut neemt ook een belangrijke plaats in in de geschiedenis van de ruimtevaart, omdat de hiermee afgeschoten granaten de eerste door de mens gemaakte objecten waren die 40 km hoog de stratosfeer bereikten. Een groot deel van het traject van een granaat verliep daardoor met geringe luchtweerstand.

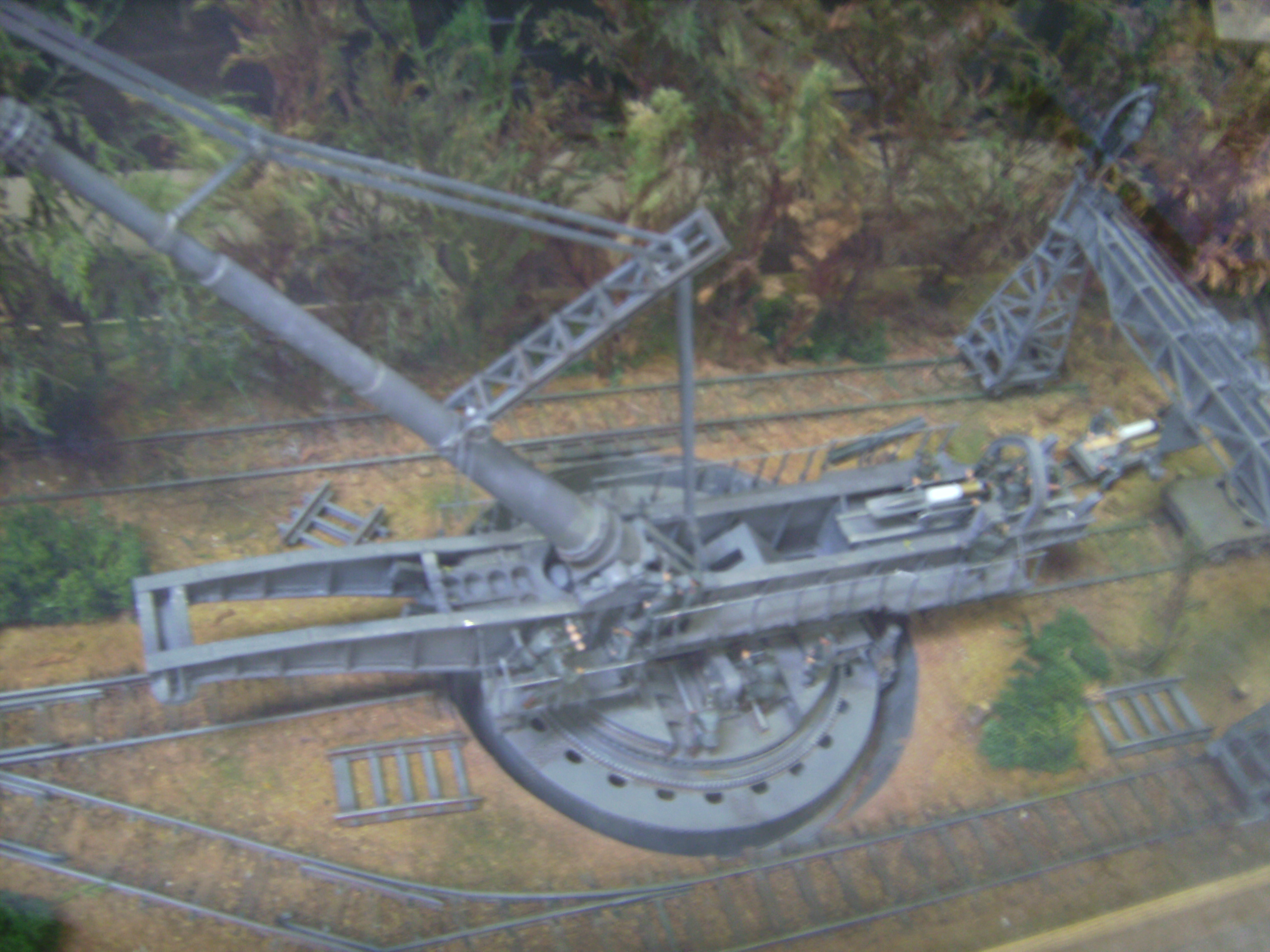
Maquette van een Parijs-kanon in stelling. Het schoot onder een hoek van 55°.

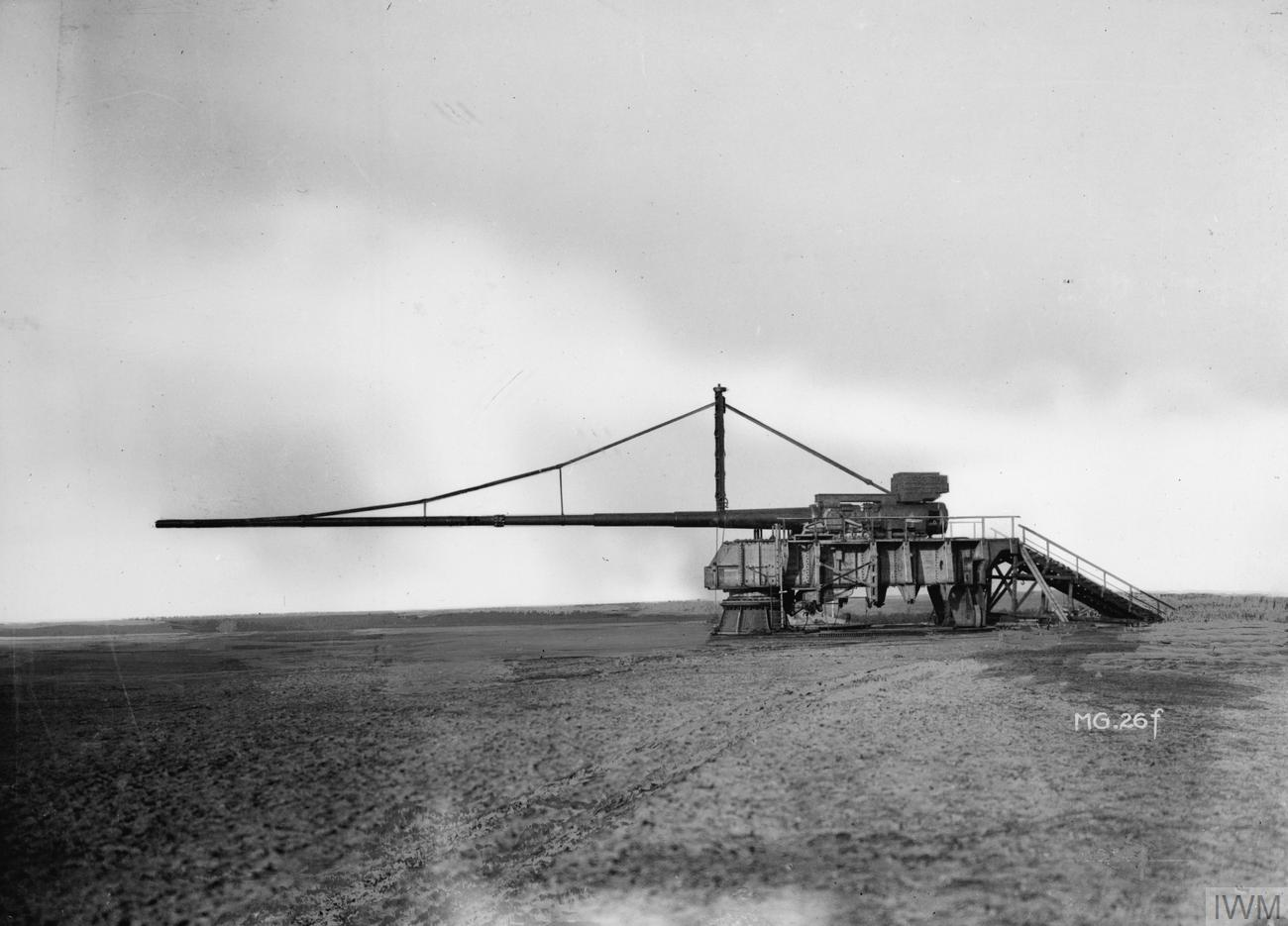
De 34 m lange loop werd ondersteund opdat hij niet zou doorzakken.

Deze stukken werden ook wel Keizer Wilhelmgeschut genoemd. Tevens worden ze vaak verward met de Dikke Bertha; de zware houwitser, ingezet om de forten rond Luik te vernietigen. Ze werden ook vaak verward met de Lange Max. De enige overeenkomst tussen deze wapens is dat deze door eenzelfde fabrikant (Krupp), geproduceerd werden.
Het Parijs-Geschut was, strategisch gezien geen succes. Het laadvermogen was klein, de loop moest om de 65 schoten vervangen worden en de nauwkeurigheid was slechts goed genoeg om grote plaatsen te bombarderen zoals Parijs. De Duitsers zetten dit wapen enkel in om het moreel van de Parijzenaars te breken, niet om de stad zelf te vernietigen. Er stierven 256 burgers bij de beschieting.